# 黃礽緒
黄礽绪，字绳伯。江南崇明县（今上海市崇明县）人。清初政治人物。

## 生平
康熙六年（1667年）丁未科会元，殿试二甲39名，赐进士出身。授内弘文院中书。